# Loudwire
Loudwire est un webzine musical américain, spécialisé dans le rock et le metal.

## Historique
Créé en août 2011, Loudwire appartient au groupe Townsquare Media (en). Le webzine organise annuellement les Loudwire Music Awards, récompenses musicales où les visiteurs du site votent dans différentes catégories.